# Awhustiwka (obwód odeski)
Awhustiwka – wieś na Ukrainie, w obwodzie odeskim, w rejonie odeskim. W 2001 roku liczyła 1432 mieszkańców.